# Adolfo Bartoli
Adolfo Bartoli (* 19. März 1851 in Florenz; † 18. Juli 1896 in Pavia) war ein italienischer Physiker, der als einer der ersten die Existenz des Strahlungsdrucks theoretisch voraussagte.

## Leben
Bartoli studierte Physik und Mathematik an der Universität Pisa bis 1874. Er war Professor für Physik an folgenden Institutionen: Dem Technischen Institut in Arezzo (1876), der Universität von Sassari (1878), dem Technischen Institut von Firenze (1879), der Universität von Catania (1886–1893), und der Universität von Pavia (1893–1896).
James Clerk Maxwell leitete 1874 aus den Maxwellschen Gleichungen im Rahmen der Elektrodynamik ab, dass elektromagnetische Wellen einen Druck auf Körper ausüben können.
1876 leitet Bartoli die Existenz des Strahlungsdrucks aus thermodynamischen Überlegungen ab. Er argumentierte, dass durch Reflexion des Lichts bei einem bewegten Spiegel aufgrund des Dopplereffektes Wärme und Energie von einem kalten auf den heißen Körper übertragen werden könnte. Um diese Verletzung des zweiten Hauptsatzes der Thermodynamik zu vermeiden, ist es notwendig, dass das Licht einen Druck auf den Spiegel ausübt. Der Strahlungsdruck wurde deshalb früher nach seinen Entdeckern auch Maxwell-Bartolischer Druck genannt.
Der Strahlungsdruck spielte später in den Überlegungen Albert Einsteins, welcher um 1895 zu dem Zeitpunkt in Pavia verweilte, als Bartoli dort den Lehrstuhl für Physik innehatte, im Zusammenhang mit der Äquivalenz von Masse und Energie und dem photoelektrischen Effekt eine große Rolle. Ob Bartoli jedoch einen direkten Einfluss auf Einstein hatte, ist unbekannt.